# Lola Pagnani
Anna Lola Pagnani Stravos (Roma, 3 de abril de 1972) é uma atriz e bailarina italiana.

## Biografia
Filha de Enzo Pagnani, escritor e roteirista, morto aos 33 anos de idade, e de Gilda Pizzolante Stavros, figurinista teatral e estilista. Formou-se aos  17 anos em dança contemporânea, em Paris. Foi primeira bailarina do Momix com o qual colaborou nas coreografias do Cirque du Soleil, em Montreal. Foi também primeira bailarina do Nationaltheater de Munique, sob a direção de Lina Wertmüller e do maestro Giuseppe Sinopoli. Em Nova York, diplomou-se em dança contemporânea no "Alvin Ailey American Dance Theater" e estudou técnicas de representação nos H.B. Studios.
Posteriormente voltou à Itália onde mora sua mãe. Na Itália, trabalhou com os grandes nomes do cinema e do teatro italianos e internacionais, como Ettore Scola, Giulio Base, Lina Wertmüller e foi selecionada por Spike Lee,  John Turturro e, mais tarde, Abel Ferrara, para produções americanas de baixo custo . 
Atuou em comerciais do café Lavazza, com Tullio Solenghi e Riccardo Garrone, e trabalhou durante 2 anos consecutivos nos programas Maurizio Costanzo Show e Buona Domenica.
Entre outros, colaborou com  Nino Manfredi, Vittorio Gassman e Shelley Winters. Esta última a levou para estudar consigo em Los Angeles, no Actor's Studio. Estudou sempre nessa cidade privadamente com Teddey Sherman.
Colaborou com a Rai International de New York em diversos programas conduzindo um: "PoP Italia". Muitas colaborações também com a revista do maestro Gianni Battistoni da "Associazione Via Condotti, escrevendo artigos de Los Angeles dos seus vários amigos americanos, entre os quais, o grande Muhammad Ali, Shelley Winters e Steven Seagal.
Atualmente Lola decidiu realizar, junto com a produtora e diretora americana Melissa Balin, um documentário partindo de sua experiência judicial, ligada à Camorra. 
O projeto leva o nome de Women Seeking Justice ou "Mulheres que buscam justiça" e trata de  histórias de injustiças, com testemunhos de mulheres de várias partes do mundo.

## Filmografia

### Cinema
- Trafitti da un raggio di sole (1995) - "Fabiola"
- Polvere di Napoli (1996) - "Rosita"
- Ninfa plebea (1996) - "Lucia"
- Ferdinando e Carolina (1999) - "Sara Goudar"
- La bomba (1999) - "Daisy"
- Il pranzo della domenica (2002)
- Gente di Roma (2003)
- Women Seeking Justice (2007)

### Televisão
- Pazza famiglia (1995)
- Commissario Raimondi (1998) - "Esmeralda"
- Anni 50 (1998)
- La squadra (2000)
- Un posto al sole (2001) -  "Roberta Cantone"
- Francesca e Nunziata (2001)
- Un ciclone in famiglia 2 (2005)
- Carabinieri 5 (2005)
- Capri (2006) - "Maria Rosaria"
- Donne sbagliate (2006)

### Teatro
- Carmen (1987)
- Vergine Regina (1996)
- Anatra all'arancia (1997)